# Nematopsis clausii
Nematopsis clausii is een soort in de taxonomische indeling van de Myzozoa, een stam van microscopische parasitaire dieren. Het organisme komt uit het geslacht Nematopsis en behoort tot de familie Porosporidae. Nematopsis clausii werd in 1885 ontdekt door Frenzel.